# Prisoners in Paradise (singolo)
Prisoners in Paradise è un brano del gruppo musicale svedese Europe, pubblicato come singolo di lancio dell'album omonimo nel 1991.
Il video musicale di Prisoners in Paradise venne diretto da Nick Morris e girato a Parigi, in Francia. Il brano raggiunse l'ottavo posto in classifica in Svezia.
Il lato B del singolo è Seventh Sign, brano anch'esso incluso nell'album Prisoners in Paradise.

## Tracce
1. Prisoners in Paradise – 5:37 (Joey Tempest)
2. Seventh Sign – 4:43 (Tempest, Kee Marcello, Mic Michaeli)

## Formazione
- Joey Tempest – voce
- Kee Marcello – chitarra
- John Levén – basso
- Mic Michaeli – tastiera
- Ian Haugland – batteria

## Classifiche
| Classifica (1991) | Posizione massima |
| ----------------- | ----------------- |
| Svezia            | 8                 |